# Filatrici
Le filatrici (La favola di Aracne) è un dipinto a olio su tela (167x252 cm) realizzato nel 1657 circa dal pittore Diego Velázquez.
È conservato nel Museo del Prado.
Fino alla metà del XX secolo il dipinto era intitolato La fabbrica di arazzi di Santa Isabella in Madrid: solo nel 1948, infatti, gli studi dello storico e critico d'arte Diego Angulo Íñiguez permisero di ravvisare una relazione tra il dipinto e l'antico mito greco di Aracne.

## Descrizione

### Scena in primo piano
La luce solare entra soffusa in una stanza disadorna in cui lavorano alcune filatrici. La scena ricorda da vicino i famosi bodegónes, genere nel quale Velázquez si era già cimentato in passato raggiungendo risultati d'eccellenza (es.: Cristo in casa di Marta e Maria, La vecchia friggitrice di uova, L'acquaiolo di Siviglia): ritroviamo le figure del popolo ed il contrasto tra questa semplice realtà, banale solo all'apparenza, ed una serie di richiami dotti ed allegorici tipici della pittura dello spagnolo.
Tra le cinque donne della scena in primo piano, due sono quelle che catturano l'attenzione dell'osservatore raccontando la loro storia: la donna di sinistra, più anziana ed in penombra, aziona la ruota della spolatrice mentre, in fronte a lei, in piena luce, una giovane ragazza raccoglie il filo nell'aspa; gli sguardi delle due donne non si incontrano, sono concentrate sul loro lavoro entrambe in una posa plastica che ricorda in modo sensibile il particolare di un affresco che colpì davvero molto Velazquez durante una sua visita in Italia: l'affresco è quello che rende unica la Cappella Sistina e nello specifico il riferimento è agli Ignudi (Michelangelo, 1508-1512, affresco vaticano, Cappella Sistina).

### Scena in secondo piano
Come spesso accade nei quadri di Velázquez, vera protagonista della tela è la scena che si svolge dietro le spalle delle figure in primo piano, in un dotto gioco di richiami tra diversi piani spaziali e temporali. In un'alcova alle spalle delle filatrici troviamo altre filatrici, solo questa volta non anonime.
Una luce prepotente irrompe da sinistra e sottolinea con teatralità la figura della dea Atena che ha appena smesso i menzogneri panni dell'anziana filatrice per rivelare la sua identità divina ad una stupita Aracne. È quindi palese il riferimento alla leggenda della sfida tra Aracne ed Atena narrata da Ovidio nelle Metamorfosi. Già Rubens aveva trattato questa leggenda qualche anno prima, nel 1636 ma, a differenza di quest'ultimo, Velázquez non tratterà della punizione inflitta dalla dea che, offesa dalla sfrontatezza dell'umana spintasi oltre i limiti del rispetto consentito, trasformerà Aracne nell'animale tessitore per eccellenza, il ragno.
Aracne inoltre pare galleggiare tra il subpiano in cui si manifesta la dea ed il suo arazzo (raffigurante un altro mito greco, il Ratto d'Europa), appeso alle spalle e che la condurrà verso il suo triste destino: il pittore non chiarisce volontariamente le idee a questo proposito in un continuo gioco con l'osservatore. Nel rappresentare l'arazzo sullo sfondo, Velázquez cita esplicitamente il Ratto di Europa dipinto da Tiziano, che il pittore spagnolo conosceva tramite una copia realizzata da Rubens, oggi al Museo del Prado.

## Interpretazione
Ogni grande quadro di Velázquez è costruito attorno ad un enigma, un gioco di riflessi che, così come accade per l'osservatore, interessa affascina e talvolta divide gli storici dell'arte alla ricerca del significato recondito dell'opera.
In Las hilanderas possiamo affermare con sicurezza che il pittore lega strettamente le due scene: le donne in primo piano, Atena (notare la gamba elegante e sensuale che emerge a testimoniare la grande avvenenza celata sotto pesanti vesti) ed Aracne che lavorano assieme prima che la dea riveli la sua natura e la scena alle spalle che mostra il momento della furibonda rivelazione.
Come già detto il pittore evita di posare l'attenzione sulla punizione, la scena culminante della leggenda di Ovidio, ma pone anzi l'accento sulla parità tra le due donne concorrenti tanto irrimediabilmente diverse quanto unite però dal loro lavoro e passione.
Arte che torna prepotentemente protagonista se vediamo come in primo piano la celebre scena mitologica venga tradotta, elevata e quasi resa monumentale nella semplice bellezza della realtà quotidiana.
Spingendosi poco oltre si può anche leggere nel pensiero del pittore il fatto che, senza la dedizione e la tecnica, neppure la dea potrebbe praticare la sua arte così come viceversa, passione, dedizione e capacità tecniche possono spingere l'uomo sorprendentemente vicino all'atto creativo della divinità.